# Cerealto
Cerealto (hasta 2023 Cerealto Siro Foods) es una empresa multinacional española del sector de la industria agroalimentaria, resultante de la fusión en 2018 de Grupo Siro y su filial internacional Cerealto. Tiene su sede principal y su oficina comercial en Venta de Baños (Palencia).
Grupo Siro se fundó en Venta de Baños en 1991 con la adquisición de Galletas Siro, primera empresa del grupo. El 15 de noviembre de 2018, Grupo Siro anunció su fusión con Cerealto, para crear la multinacional Cerealto Siro Foods.
El grupo tiene una facturación de unos 525 millones de €, y se dedica a la fabricación de marcas para terceros, con una producción superior a las 250 000 toneladas. Emplea a unas 2800 personas distribuidas en sus centros de producción, localizados en España, Portugal, Italia, Reino Unido y México. Además, es interproveedor de galletas, cereales para el desayuno y pasta de Mercadona, a quien dedicó un 69% de su producción en 2020.
Tras atravesar una grave crisis económica que dejó a la compañía al borde de la quiebra, en marzo de 2022 una joint venture compuesta por los fondos de inversión Davidson Kempner y Afendis Capital Management se convirtió en accionista mayoritario pasando a controlar el 75% de la empresa. Tras una dura negociación con los trabajadores que dejó la empresa al borde de la liquidación, el 30 de junio se firmó el acuerdo definitivo.

## Historia

### Galletas Siro

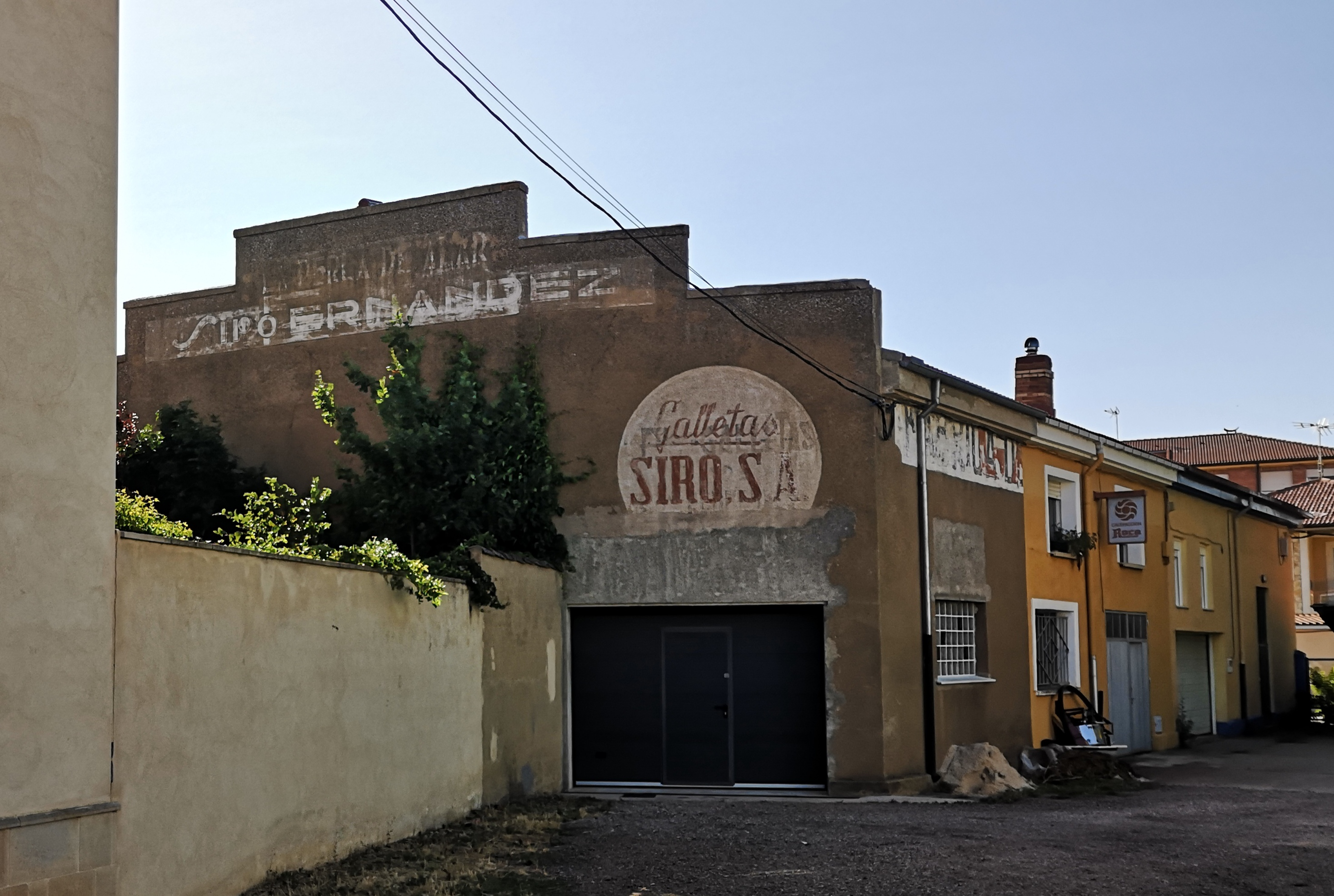
Fábrica primitiva de Galletas Siro en Alar del Rey, donde Siro Fernández comenzó en 1916 su fabricación artesanal.

Siro Fernández comenzó la producción de galletas de manera artesanal en Alar del Rey en 1916, y en 1920 fundó Galletas Siro. En los años de posguerra, vivió un importante crecimiento favorecido por las políticas de cupos de materias primas establecidos por el régimen. En 1957 su viuda Ascensión Merino acometió la ampliación de la fábrica de Alar, y en 1966 la empresa abrió una nueva factoría en La Carolina (Jaén) y se constituyó en sociedad anónima. En 1971, abrió unas nuevas instalaciones en Venta de Baños, localidad que debido a su situación estratégica favorecía enormemente el transporte del producto.
La cuota de mercado de Galletas Siro en el mercado nacional pasó del 0,9% en 1965 al 3,8% en 1975 y el 6,4% en 1984. En 1980 falleció Ascensión Merino, y la presidencia de la empresa recayó en su hija Alejandra Fernández Merino. La entrada de las multinacionales extranjeras en el mercado español, que supuso la compra de la mayoría de los productores nacionales, afectó también a Siro, que en 1987 fue adquirida por BSN Danone. No obstante, la poca variedad en la producción y la necesidad de desarrollar nuevos productos hizo que Danone decidiera prescindir de Galletas Siro, que vendió en 1991 al empresario Juan Manuel González Serna, quien se acababa de desvincular de la gestión de la empresa familiar, dedicada a la industria harinera. Cuando el empresario madrileño se hizo cargo de Siro, su cuota de mercado había descendido ya al 4,6% en 1992. Sin embargo, en 1996 consiguió su máximo histórico con el 15,3% de la producción nacional.

### Fundación del grupo

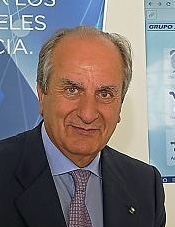
Juan Manuel González Serna (Madrid, 1955) fundador de Grupo Siro.

A partir de la compra de Galletas Siro, González Serna comenzó su política de expansión en el sector de las galletas, con la compra de la zamorana Pastas Reglero en 1993 y Río Productos Alimenticios en 1994.
El grupo comenzó su política de diversificación en 1995, entrando en el sector de los aperitivos a través de la compra de KP Larios. En 1998 inicia su producción en el campo de la pasta alimenticia tras la adquisición de Pastas Ardilla y La Familia.
En 2002, Siro tuvo una importante implicación durante la crisis de Galletas Fontaneda, cuya propietaria, la británica United Biscuits, había decidido cerrar su factoría de Aguilar de Campoo, y que era todo un símbolo de la localidad. Gracias a un acuerdo con la Junta de Castilla y León, Siro se hizo cargo de las instalaciones y de la plantilla de Fontaneda, que continuaron funcionando en Aguilar, ya bajo el nombre genérico de "Horno de Galletas de Aguilar", pues UB continuó fabricando la marca Fontaneda en otras plantas de España. Además, y dentro de sus planes de expansión, el grupo construyó en la villa una nueva fábrica de pan de molde, inaugurada en noviembre de 2008 por la Infanta Elena.

### Alianza con Mercadona

Logotipo empleado por Grupo Siro hasta 2018.

En 2004, la corporación suscribió un importante convenio como proveedor de la cadena Mercadona, que le permitió la elaboración de un nuevo plan estratégico con una inversión de más de 200 mill. €.
Las últimas incorporaciones a la empresa han consistido en factorías de la multinacional Sara Lee Corporation, a quien Grupo Siro ha adquirido cinco fábricas de bollería pertenecientes a Bimbo. En 2009, Siro acometió una ampliación de capital con la entrada en el grupo de nuevos accionistas. Asimismo, se desprendió de las marcas Reglero y Río, que dentro de su plan estratégico vendió a Galletas Arluy.
En 2010, el grupo llevó a cabo la inauguración de su centro I+D+i en El Espinar (Segovia), una instalación de 3.000 m² dedicada a la investigación, en un acto presidido por los Príncipes de Asturias. Dentro de su proyecto de expansión, puso también en marcha una nueva planta en Medina del Campo (Valladolid), con una inversión de 26 millones de euros. En 2011 comenzó su actividad internacional al introducir sus productos en Estados Unidos bajo la denominación Feel Good About para la cadena de supermercados H-E-B, de Texas, y adquirió Nutrexpa una fábrica de galletas en Jaén.
En 2012 puso en marcha una nueva fábrica en Aguilar de Campoo, destinada a la producción de galletas, cereales para el desayuno y productos para celíacos, que sustituyó a la antigua fábrica de Fontaneda. En 2013 constituyó la sociedad Siro Foods, para gestionar su negocio internacional, que pasó a denominarse Cerealto, para implementar el negocio de Siro en Europa y América.

### Creación de Cerealto

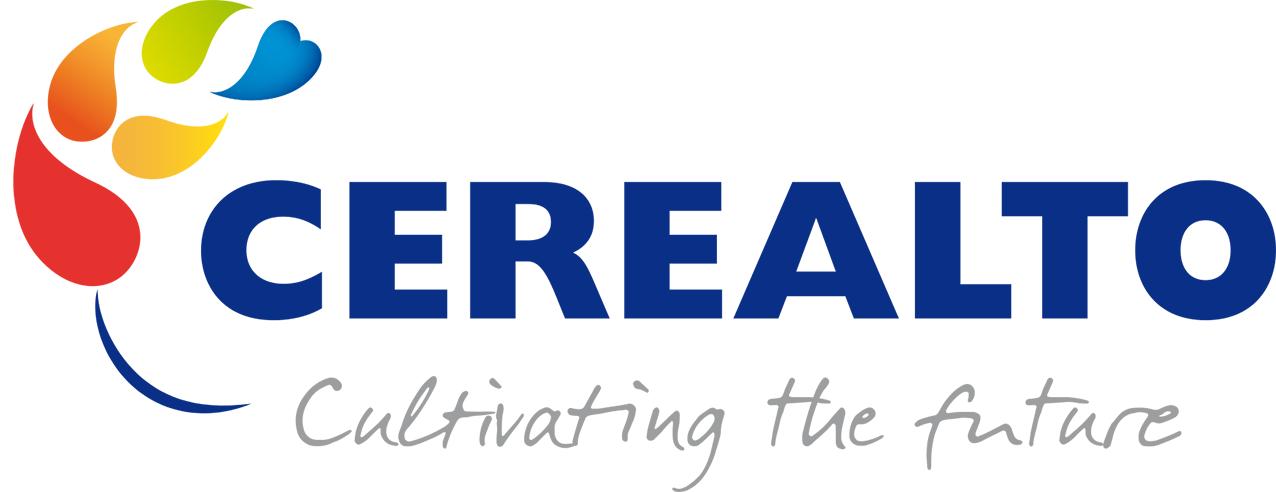
Logotipo empleado por Cerealto hasta 2018.

Siro comenzó su expansión internacional a través de Cerealto. Esta sociedad desarrolló una importante actividad desde su fundación, iniciada en las instalaciones de Tepeji (México). En 2013 adquirió  una planta de cereales para alimentación infantil en Benavente (Portugal) y alcanzó un acuerdo para gestionar con opción de compra una fábrica de pasta en Silvano d'Orba (Italia), que materializó en 2017. Ese año finalizó la construcción de su fábrica de barrita de cereal en Worksop (Reino Unido), además de la compra de una fábrica de galletas en Mem Martins (Portugal) a Mondelez International.
En 2014 abrió una nueva sede en Bolonia, que se unió a las ya existentes en Madrid, Chilworth (Reino Unido), San Antonio (EE. UU.) y Sintra (Portugal). Durante su primer año, Cerealto alcanzó una facturación de 48,9 millones de euros.

### Centros de producción en 2018

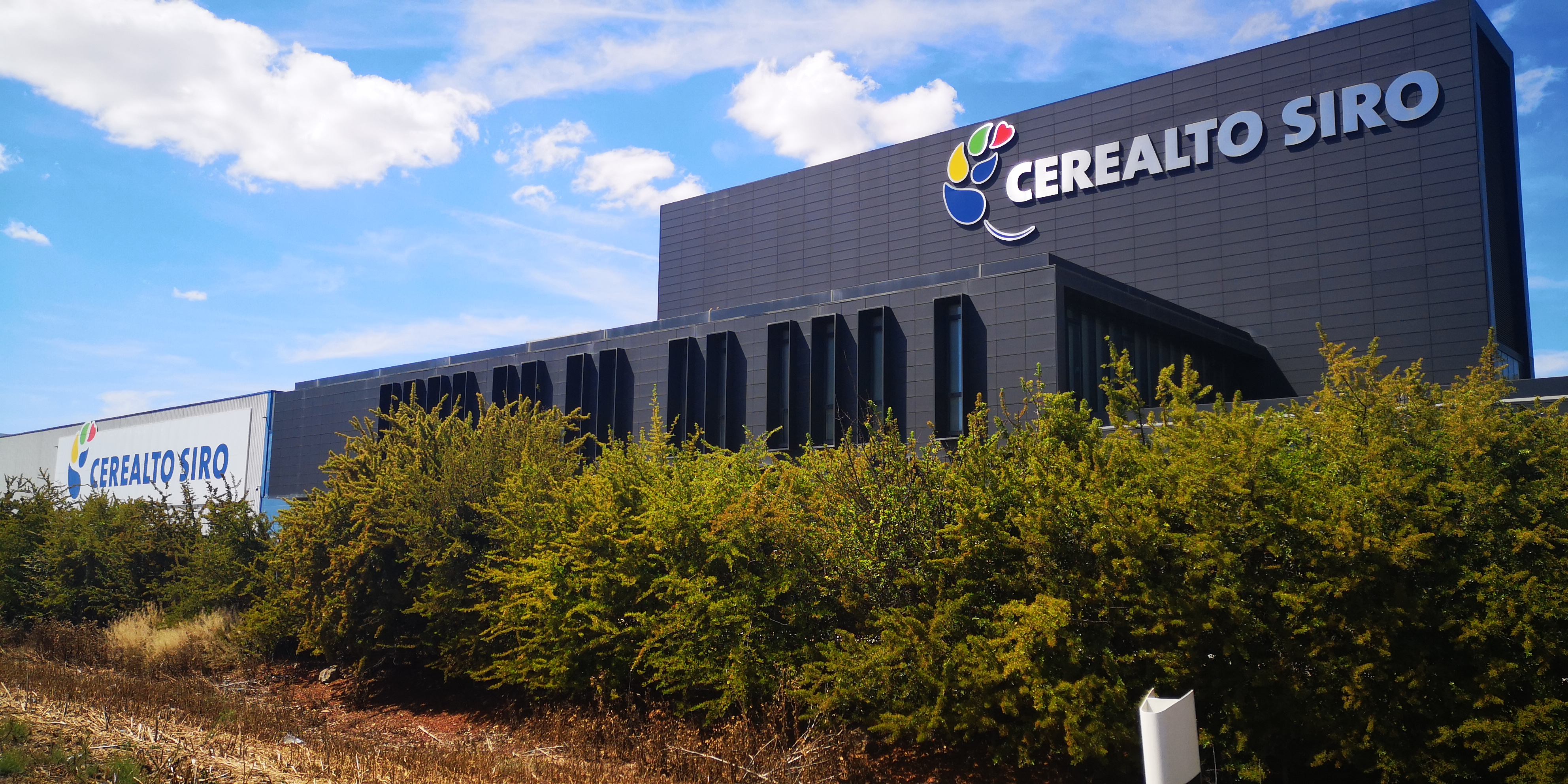
Oficinas centrales y planta de producción de Cerealto Siro en Venta de Baños.

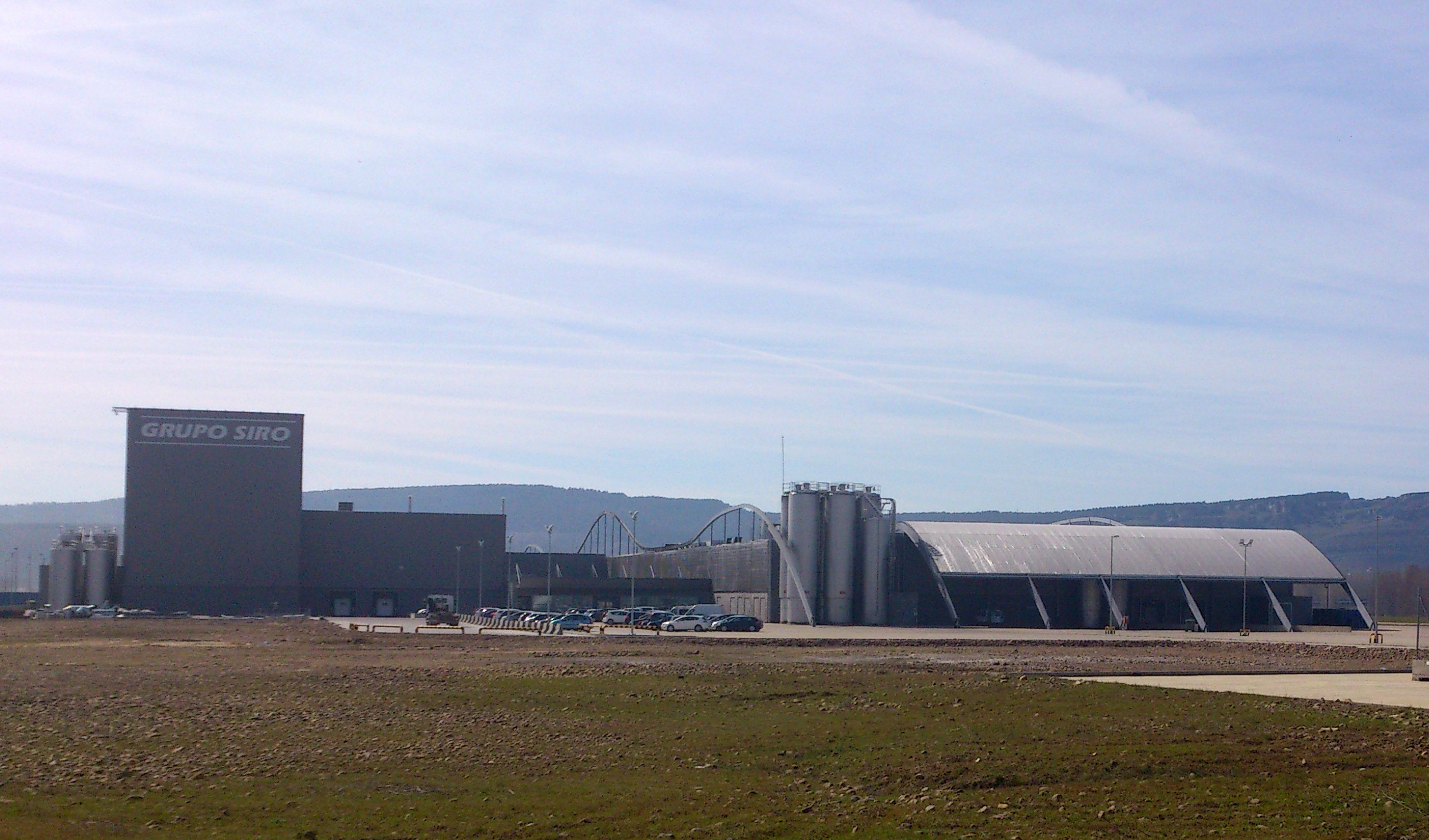
Instalaciones de Siro en el polígono industrial de Aguilar de Campoo: a la izquierda Aguilar 3, dedicada a la fabricación de galletas, cereales para el desayuno y pan sin gluten, y a la derecha Aguilar 2, que produce barritas de cereal.

En 2018, Siro disponía de quince factorías de producción distribuidas de la siguiente forma: diez en Castilla y León (cuatro en Venta de Baños, dos en Aguilar de Campoo y una en El Espinar, Toro, Medina del Campo y Briviesca); dos en la Comunidad Valenciana (Paterna y Navarrés); dos en Andalucía (Antequera y Jaén) y una en Portugal (Benavente).
Además, disponía de un almacén logístico en Venta de Baños y un centro de I+D+i en El Espinar. Contaba con 2 oficinas en España situadas en Venta de Baños y Madrid. Además, inició su presencia en Reino Unido (Siro UK Ltd. con sede en Guildford), Estados Unidos (San Antonio) y Portugal (Sintra).

### Fusión con Cerealto
En 2018, Mercadona anunció que cambiaba su política de interproveedores, pasando a tener varios fabricantes en cada producto y generando una competencia que acabó con la exclusividad de la empresa palentina.
El 15 de noviembre de ese año, Grupo Siro anunció su fusión con Cerealto, para crear la multinacional Cerealto Siro Foods. Esta fusión significó que el nuevo grupo se desligase de los negocios de bollería y pan de molde, y la venta de sus fábricas de bollería en Briviesca (Burgos), El Espinar (Segovia), Navarrés (Valencia) y Medina del Campo (Valladolid), y las de pan de molde en Antequera (Málaga) y Paterna (Valencia).
En julio de 2019, la compañía anunció las ventas de la planta de El Espinar a la empresa catalana Pastisart y la de Benavente (Portugal) a la belga Belourthe, así como la transformación de las líneas de pan de molde de Aguilar en otras para la producción de barritas de cereales. En septiembre, se anunció la venta de la factoría de Paterna al Grupo Bimbo, que pasaría de esta forma a ser interproveedor de Mercadona. En noviembre, confirmó la venta de la planta de bollería de Navarrés a Dulmatesa, y la de pan de molde de Antequera a la italiana Morato Pane. En octubre de 2020, vendió la fábrica de galletas de Jaén a Félix Gullón, que se había desligado de la empresa familiar Galletas Gullón. La estrategia de desinversiones se dio por concluida con la venta, en enero de 2021, de las plantas de bollería de Briviesca y Medina del Campo a Morato Pane y Bimbo, respectivamente.
Tras estas desinversiones, las plantas en España de la compañía son tres, todas ellas en Castilla y León (Venta de Baños, Aguilar de Campoo y Toro). El negocio internacional cuenta con las fábricas de Tepeji (México), Worksop (Reino Unido), Silvano d'Orba (Italia) y Mem Martins (Portugal).

### Crisis

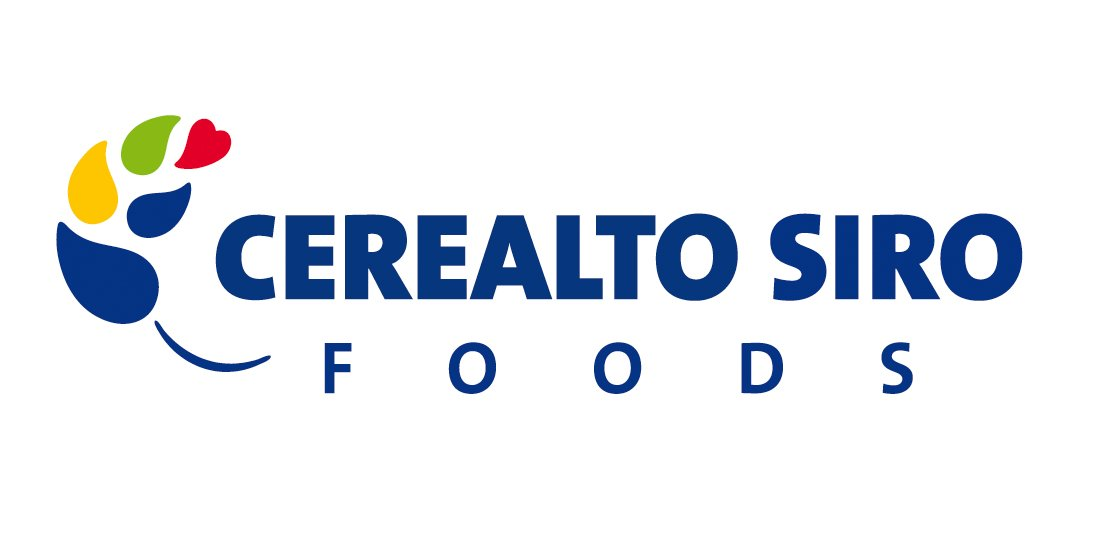
Logotipo empleado por Cerealto Siro hasta 2023.

En septiembre de 2021 la compañía informó de que acumulaba una deuda de 320 millones de euros con diversas entidades bancarias a la que no podía hacer frente. La dirección de Cerealto Siro encargó a Alantra la búsqueda de un socio para poder continuar con su actividad, y el 1 de diciembre siguiente trascendió que Biscuit International, una multinacional con sede en París participada por el fondo Platinum Equity se convertiría en socio inversor. Además la empresa presentó un plan de viabilidad para las plantas españolas que los sindicatos consideraron inaceptable por el perjuicio que representaba para sus empleados.
No obstante, la operación con Biscuit International no llegó a prosperar, y el 11 de marzo de 2022 se hizo público que se había llegado a un acuerdo para que una joint venture compuesta por el fondo de inversión estadounidense Davidson Kempner y el turco Afendis Capital Management se convirtiese en accionista mayoritario, pasando a controlar el 75% de la empresa, manteniéndose González Serna como presidente de la misma. La compra estaba condicionada a que la plantilla aceptase el plan de viabilidad que suponía una importante reducción salarial, y a pesar de que los trabajadores de Aguilar aceptaron en asamblea el preacuerdo, los de Venta de Baños y Toro lo rechazaron. En este contexto, la compañía anunció el 30 de mayo de 2022 el cierre de la fábrica de galletas de Venta de Baños, con 197 empleados, y el traslado de su producción a otras factorías del grupo. El 3 de junio, ante la negativa de los trabajadores a aceptar las duras condiciones salariales propuestas por la empresa, los fondos de inversión anunciaron la retirada de la oferta, y la compañía procedió a la paralización de la actividad de sus plantas. Finalmente, y cuando la empresa estaba a punto de entrar en concurso de acreedores, la intervención de la ministra de Industria, Reyes Maroto, que propició una negociación entre el ministerio, los fondos de inversión y los representantes de los trabajadores el 10 de junio, obtuvo como resultado una mejora de las condiciones iniciales y las tres plantas afectadas votaron aceptar la operación.

### Cambio de propietario
El 13 de junio de 2022 se firmó en la sede del Ministerio de Industria, Comercio y Turismo de Madrid el acuerdo por el cual el 75% del accionariado de Cerealto Siro pasaba a pertenecer a los fondos Afendis y Davidson Kempner. El 1 de julio siguiente se anunció su nuevo cuadro directivo, del que Cem Karakas pasó a ser presidente ejecutivo.

## Investigación - I+D+i
El centro de I+D+i en El Espinar desarrolla numerosas líneas de investigación propias y en colaboración con otras empresas e instituciones públicas y sanitarias. Este departamento, en colaboración con la empresa harinera Emilio Esteban S.A., el Instituto Tecnológico Agrario de Castilla y León (Itacyl), el CSIC-ICTAN, y Sacyl-Ibsal de Salamanca, investiga en la creación de alimentos para pacientes oncológicos que necesitan biodisponibilidad de ácido ferúlico como ingrediente para estimular la producción de anticuerpos, sus propiedades antiinflamatorias así como su capacidad antioxidante.

## Producción

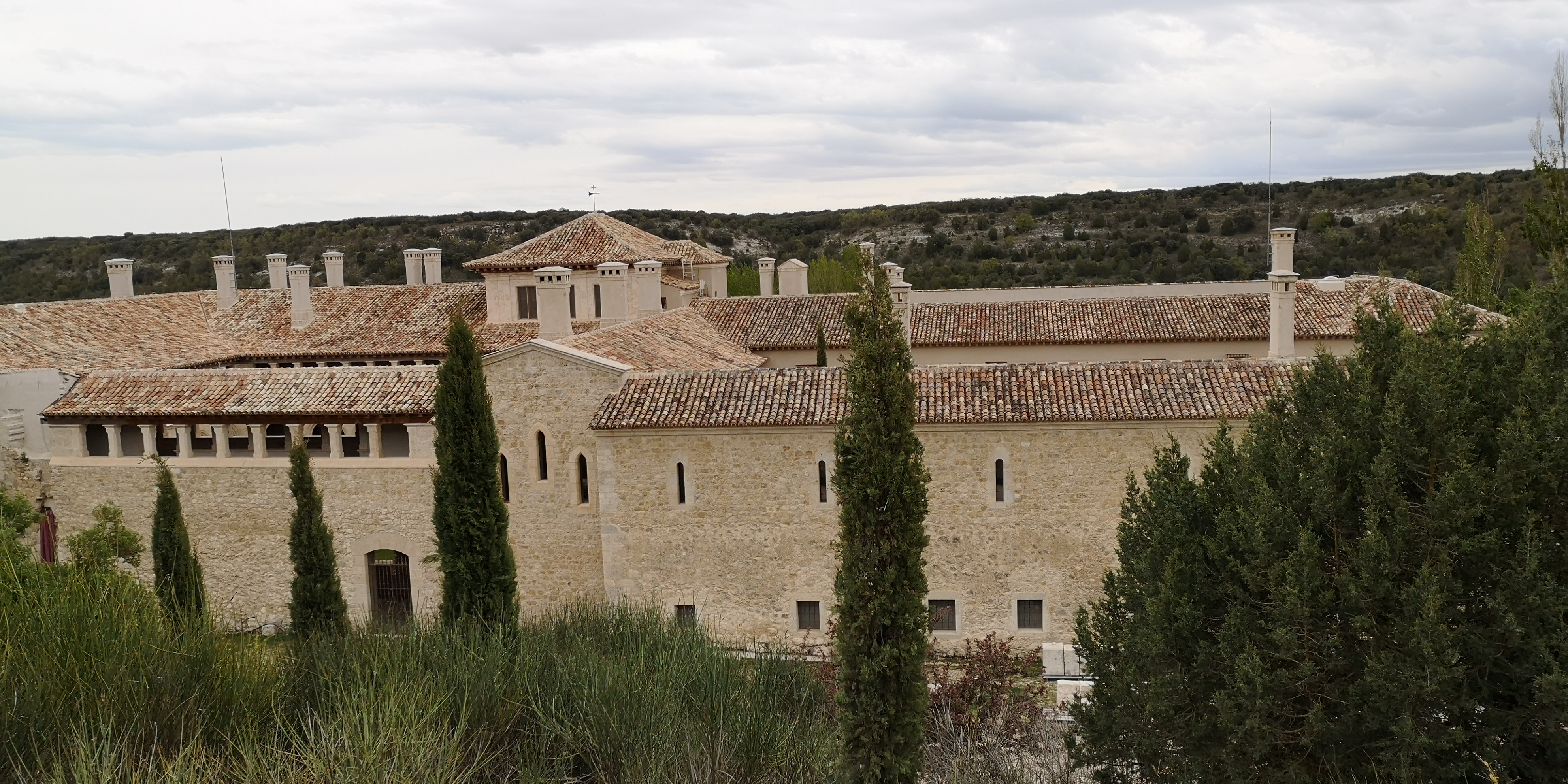
Monasterio de San Pelayo de Cerrato, sede de la Fundación Grupo Siro, tras la restauración iniciada en 2007.

La evolución de la factuación de Grupo Siro ha sido de los 9,52 mill. € en 1991 a los 602 de 2015.
En 2004, la producción de Siro ocupaba el cuarto puesto nacional en el sector de las galletas y las pastas alimenticias, y el quinto en el de aperitivos. Las exportaciones del grupo tuvieron en 2009 un volumen de 21 millones de euros, concentradas principalmente en Europa, Estados Unidos y Canadá, aunque la compañía estima que vende a cerca de 40 países de todo el mundo.
El equipo de innovación de la corporación desarrollaba unos 100 nuevos proyectos cada año, lo que ha provocado que ésta haya pasado de comercializar 50 referencias en 1991 a cerca de 900 en 2010. Las marcas comercializadas por Siro fueron Siro (galletas); La Familia y Ardilla (pastas) y Dora (snacks vegetales). Además, era el fabricante exclusivo de galletas, pasta, pan de molde y bollería de Hacendado Mercadona, el tercer grupo de distribución minorista de España. Se estima que el 50% de la producción total del grupo es destinado a marcas blancas.

## Reconocimientos
- Premio "VI Sanidad Castilla y León" a I+dea, en la categoría "Acción en Seguridad Alimentaria y Sanidad Ambiental" en 2014
- Premio "Familia Empresaria de Castilla y León", 2014
- Premio a la "Mejor Acción Social de Integración Laboral 2006" de la Fundación Empresa y Sociedad.[49]
- Premios Global SIAL D'Or y SIAL D'Or 2004 a Veg's como producto europeo más innovador.
- Premio "Mejor Empresa Alimentaria Española 2003" en la modalidad de Innovación, del Ministerio de Agricultura, Pesca y Alimentación.
- Premio "Aperitivo más Innovador" y "Mejor Packaging" 2004 de la AEPA.
- Premio Olimpia 2003 del Consejo Superior de Deportes por su fomento del deporte en las personas con discapacidad.
- Premio ONCE Castilla y León 2003 por su contribución a las personas con discapacidad.
- Premio Dirigentes del Año de la Industria 2000 de la revista Aral a Juan M. González Serna.
- Premio a la Ética en el Éxito Empresarial 2000 de la revista The Economist y la consultora Spencer Stuart.
- Premio Nacional a la Conciliación de la Fundación Alares 2010.[20]
- Premio "Valores Humanos y Sociales de Castilla y León" en 2015, otorgado por la Junta de Castilla y León.